# Les Conspiratrices
Pour plus de détails, voir Fiche technique et Distribution.
Les Conspiratrices (Conspiracy of Hearts) est un film britannique réalisé par Ralph Thomas, sorti en 1960.

## Synopsis
En Italie en 1943, des religieuses aident des enfants juifs à s'évader d'un camp de concentration situé près de leur couvent.

## Fiche technique
- Titre original : Conspiracy of Hearts
- Titre français : Les Conspiratrices
- Réalisation : Ralph Thomas
- Scénario : Robert Presnell Jr.
- Direction artistique : Alex Vetchinsky
- Décors : Arthur Taksen
- Costumes : Yvonne Caffin
- Photographie : Ernest Steward
- Son : John W. Mitchell, Gordon K. McCallum
- Montage : Alfred Roome
- Musique : Angelo Lavagnino
- Production exécutive : Earl St. John
- Production : Betty E. Box
- Société de production : The Rank Organisation Film Productions
- Société de distribution : Rank Film Distributors
- Pays d'origine :  Royaume-Uni
- Langue originale : anglais
- Format : Noir et blanc  — 35 mm — 1,85:1 — son mono
- Genre : Film de guerre
- Durée : 113 minutes
- Dates de sortie : 
  - Royaume-Uni : 19 février 1960
  - France : 17 mai 1961
- Affiche : Jean Mascii (France)

## Distribution
- Lilli Palmer : Mère Katharine
- Sylvia Syms : Sœur Mitya
- Yvonne Mitchell : Sœur Gerta
- Ronald Lewis : Major Spoletti
- Albert Lieven : Colonel Horsten
- Peter Arne : Lieutenant Schmidt
- Nora Swinburne : Sœur Tia
- Michael Goodliffe : Père Desmaines
- Megs Jenkins : Sœur Constance
- David Kossoff : le rabin
- Jenny Laird : Sœur Honoria
- George Coulouris : Petrelli
- Phyllis Neilson-Terry : Sœur Elisaveta
- Rebecca Dignam : Anna
- Joseph Cuby : Joseph
- Maureen Pryor : Sœur Consuela
- Robert Rietty : Emilio Casella